# Ceppaloni
Ceppaloni ist eine italienische Gemeinde (comune) mit 3180 Einwohnern (Stand 31. Dezember 2023) in der Provinz Benevento in Kampanien. Die Gemeinde liegt etwa 10 Kilometer südsüdwestlich von Benevento. Ceppaloni grenzt unmittelbar an die Provinz Avellino.

## Verkehr
Im Westen wird die Gemeinde durch die Staatsstraße 7 begrenzt, im Osten durch die Strada Statale 88 dei Due Principati von Salerno nach Morcone.

## Persönlichkeiten
- Clemente Mastella (* 1947), vormaliger Arbeits- und Justizminister